# Linda Indergand
Linda Indergand (ur. 13 lipca 1993 w Altdorf) – szwajcarska kolarka górska, brązowa medalistka olimpijska oraz wielokrotna medalistka mistrzostw świata i Europy.

## Kariera
Pierwszy międzynarodowy sukces w karierze Linda Indergand osiągnęła w 2010 roku, kiedy zdobyła złoty medal wśród juniorek na mistrzostwach Europy w kolarstwie górskim w Hajfie. Rok później zwyciężyła także na mistrzostwach świata w Champéry, a na mistrzostwach Europy w Dohňanach była druga za swą rodaczką Jolandą Neff. Ponadto 13 czerwca 2013 roku we włoskim Val di Sole po raz pierwszy w karierze stanęła na podium zawodów Pucharu Świata w kolarstwie górskim. W eliminatorze zajęła tam trzecie miejsce, za Szwedką Alexandrą Engen i kolejną reprezentantką Szwajcarii - Kathrin Stirnemann. W tej samej konkurencji wywalczyła brązowy medal na mistrzostwach świata w Pietermaritzburgu, przegrywając tylko z Alexandrą Engen i Jolandą Neff. We wrześniu 2014 roku zdobyła srebrny medal w eliminatorze podczas mistrzostw świata MTB w Lillehammer, przegrywając tylko ze Stirnemann. 
Na igrzyskach olimpijskich w Tokio wywalczyła brązowy medal w cross-country, przegrywając tylko z dwiema rodaczkami: Jolandą Neff i Siną Frei.